# Eonycteris robusta
Eonycteris robusta é uma espécie de morcego da família Pteropodidae. Endêmica das Filipinas.